# جایا ستیا

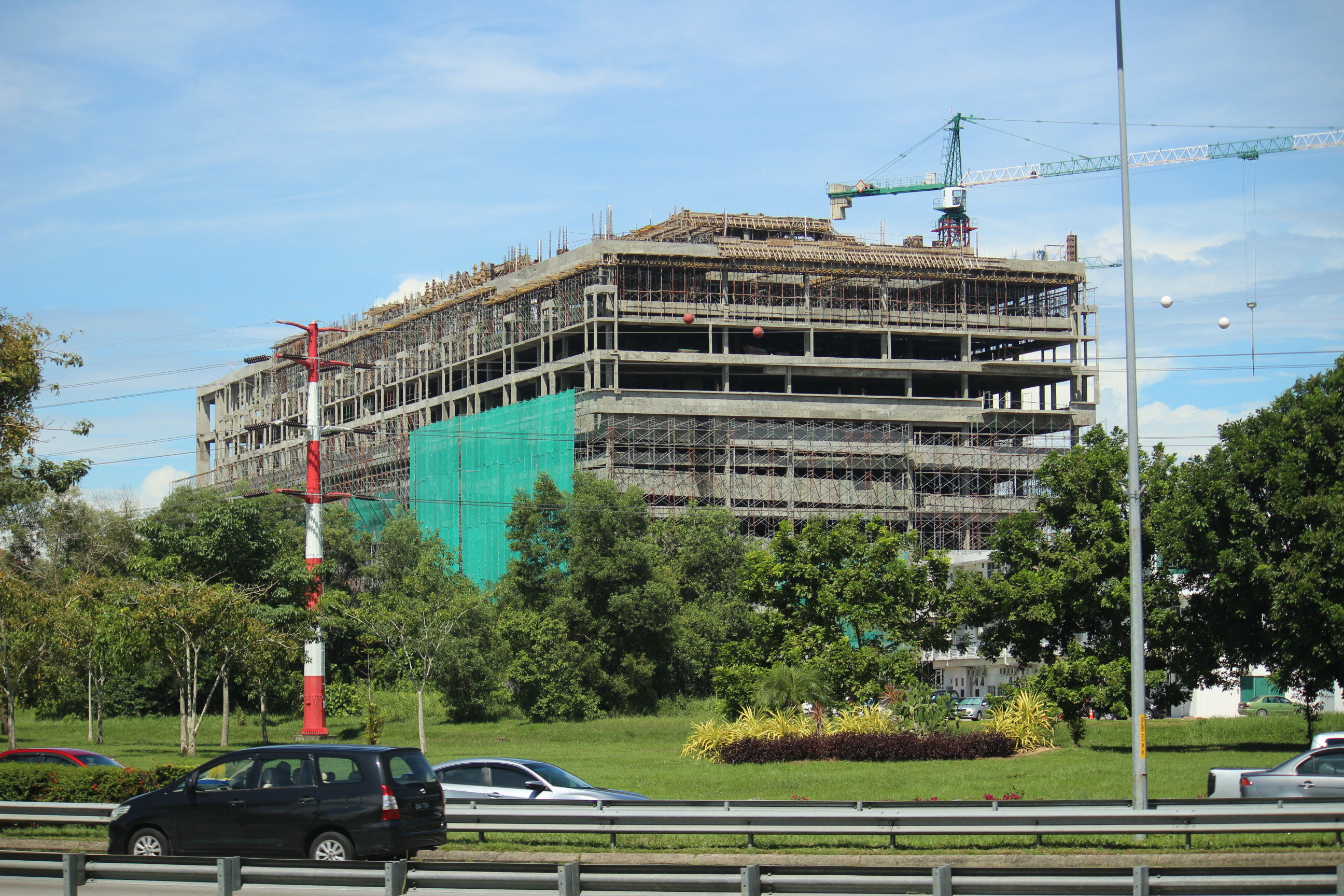
جایا ستیا در سال ۲۰۲۲

جایا ستیا (به لاتین: Jaya Setia) یک منطقهٔ مسکونی در برونئی است که در بندر سری بگاوان واقع شده‌است.